# Broken Down Angel
«Broken Down Angel» es una canción interpretada por la banda escocesa de heavy metal Nazareth. Fue publicada el 23 de marzo de 1973 como el sencillo principal de su álbum debut Razamanaz.

## Composición
La canción presenta a Dan McCafferty en la voz principal, Darrell Sweet en la percusión, Pete Agnew en el bajo y Manny Charlton en la guitarra eléctrica. Escribieron la pista colectivamente. 

## Lanzamientos
«Broken Down Angel» fue publicado el 23 de marzo de 1973 como el sencillo principal de su álbum debut Razamanaz. «Broken Down Angel» también fue el primer sencillo publicado por el sello discográfico Mooncrest Records. La canción también apareció en los álbumes recopilatorios de la banda Greatest Hits (1975), Hot Tracks (1976) y Classics, Vol. 16 (1987), y en la caja recopilatoria de Cherry Red Records High in the Morning: The British Progressive Pop Sounds of 1973 (2022).

## Posicionamiento
| Gráfica (1973)                 | Pico de posición |
| ------------------------------ | ---------------- |
| Australia (Kent Music Report)  | 57               |
| Irlanda (Irish Singles Chart)  | 20               |
| Reino Unido (UK Singles Chart) | 9                |